# Vas Petri

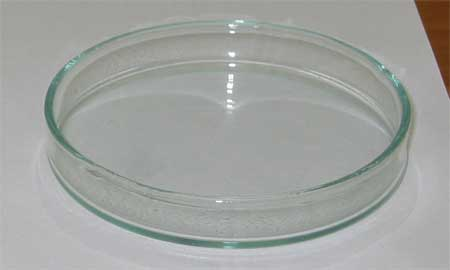
Un vas Petri

Vasul Petri este un vas rotund neted cu capac pe potriva mărimii lui, care vas este fabricat din sticlă sau material plastic și folosit pentru cultivarea microorganismelor sau mostrelor de animale sau plante.
Vasul a fost numit după inventatorul său, bacteriologul german Julius Richard Petri. Alte denumiri pentru vasul Petri sunt: placa Petri sau cutia Petri. 

## Utilizare
Vasul Petri este utilizat pentru cultivarea microorganismelor și pentru cultura de celule .
În acest scop, în vasul Petri se produce un strat subțire dintr-un mediu nutritiv gelatinos.
Mediul se sintetizează pe bază de agar, se sterilizează prin încălzire în autoclavă, iar apoi se toarnă în stare fierbinte și
lichidă în vasul Petri, unde se solidifică la temperatura camerei, formând așa-numita placa agar. 
Mediul nutritiv asigură aprovizionarea microorganismelor în creștere cu apă și substanțe nutritive și le mențin într-un singur loc, spre deosebire de culturile în medii lichide.
Se împiedica astfel diseminarea microorganismelor prin amestecare, cum se întâmplă în mediul lichid.
Avantajele vaselor Petri sunt:
- Microorganismele rămân sedentare (excepție Proteus), iar prin proliferarea lor se formează colonii;
- Coloniile prezintă forme tipice de creștere, iar microorganismele se deosebesc între ele prin aspectul caracteristic al     coloniilor;
- Prin tehnici de inoculare corespunzătoare se pot identifica coloniile rezultate din celule individuale (clone), din care se pot izola tulpini genetice pure;
- La marginea coloniilor sunt situate permanent microorganisme tinere (în locul unei mixturi formate din microorganisme în creștere și cele atrofiate).

## Fabricare
Vasele Petri sunt fabricate în dimensiuni diferite din sticlă de laborator sau material plastic (polistirol transparent). În biologie și medicină se utilizează exclusiv vasele Petri de unica folosință din material plastic. Diametrul exterior variază între 50 până la 92-93 mm, iar înălțimea este de 15 mm.
Capacul se așează direct pe vas sau el permite printr-o construcție specială (nopeuri) formarea unui spațiu liber între acesta și placă. Acest tip de vas Petri asigură un schimb optimal de gaze și împiedică condensarea.
Vasele Petri fără nopeuri se utilizează pentru perioade lungi de incubație, la temperaturi ridicate și pentru mediile de cultură sensibile.